# Titanoleptes hyperion
Titanoleptes hyperion (лат.) — вид сенокосцев рода Titanoleptes из семейства Gonyleptidae. Бразилия (Штат Эспириту-Санту, Санта-Тереза). Название T. hyperion происходит от имени Ὑπερίων, одного из двенадцати титанов из греческой мифологии.

## Описание
От близких видов отличается следующими признаками: цвет тела у обоих полов темно-коричневый, почти черный; окуляриум с двумя небольшими, шаровидными, бледно-желтыми бугорками, контрастирующими с фоном; скутальная область III вооружена небольшими, контрастными, бледно-желтыми, парамедианными, округлыми бугорками; свободные тергиты I—III не вооружены у обоих полов; бедро IV самца сильно изогнуто к средней линии в проксимальной четверти, вооружено по крайней мере двумя сильными ретролатеральными шипами.  Пателла и голень IV покрыты желтыми заостренными бугорками.